# Блонь (Краків)
Блонь — муніципальний парк у вигляді просторих луків (колишнє гмінне пасовище) площею 48 га і окружністю близько 3500 метрів, розташована в Кракові, в Полвші Звежинецькій, на захід від Старого міста. Сучасна Блонь, яка є лише частиною старої, великої Блоні, укладені в чотирикутник — ал. 3-го Мая, вул. Пястовська, вул. На Блоні (вздовж р. Рудава) та ал. Маршал Фердинанд Фош.
Блонь — один з найбільших лук у центрі міста в Європи. У їхньому обшарі є два спортивні клуби: Zwierzyniecki Klub Sportowy та Juvenia Kraków . У 2000 році Блонь була внесена до реєстру пам'яток.

## Історія

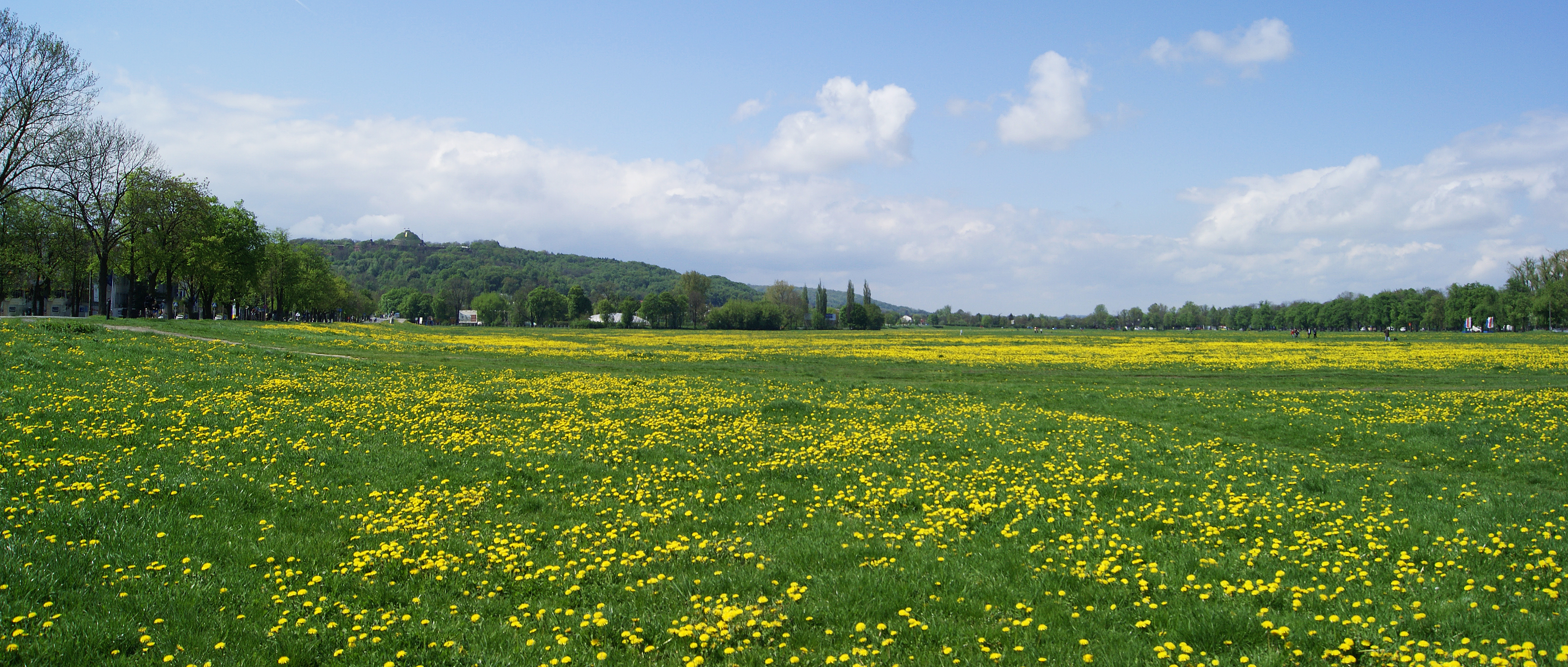
Блонь навесні

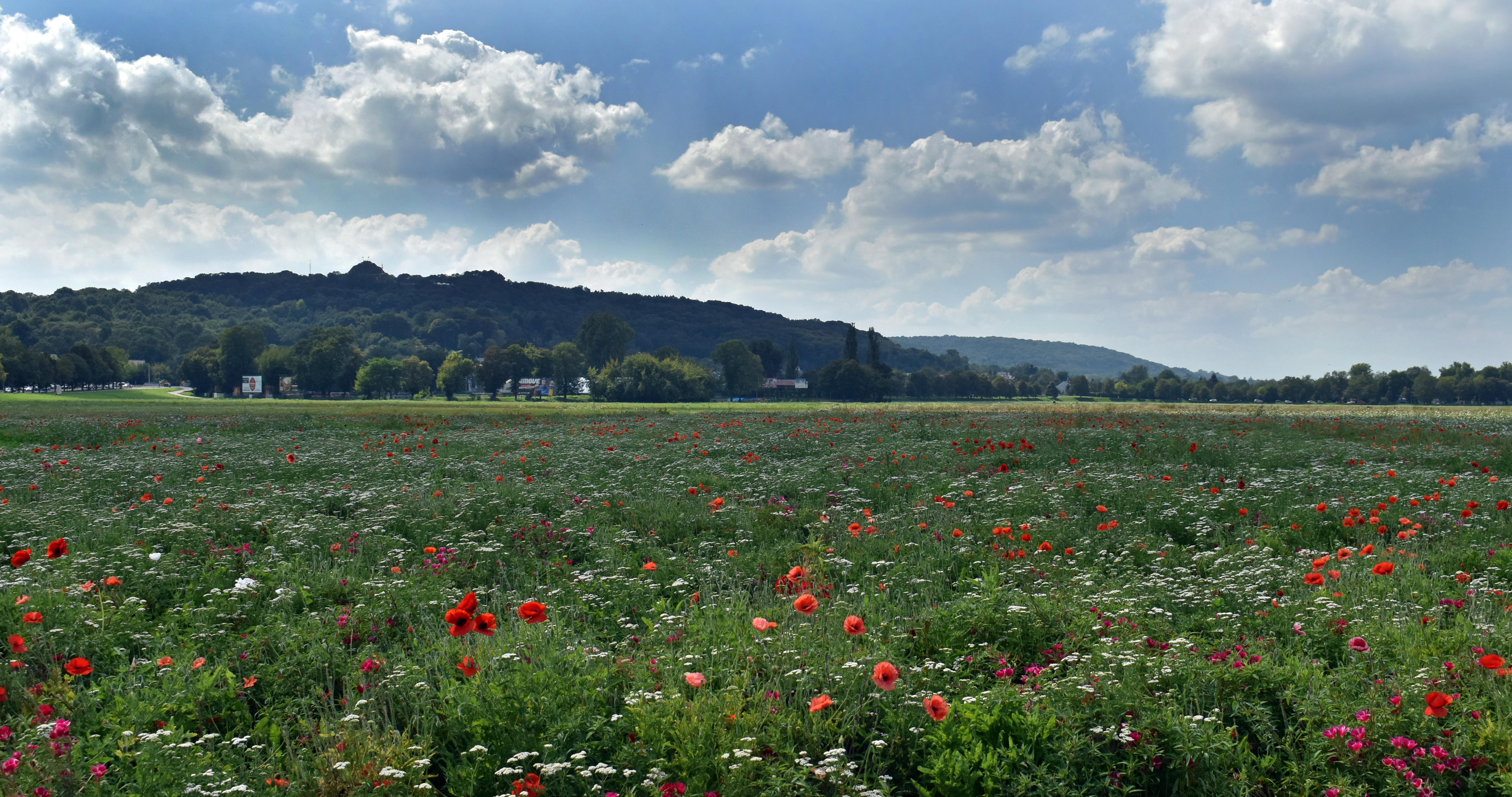
… і влітку

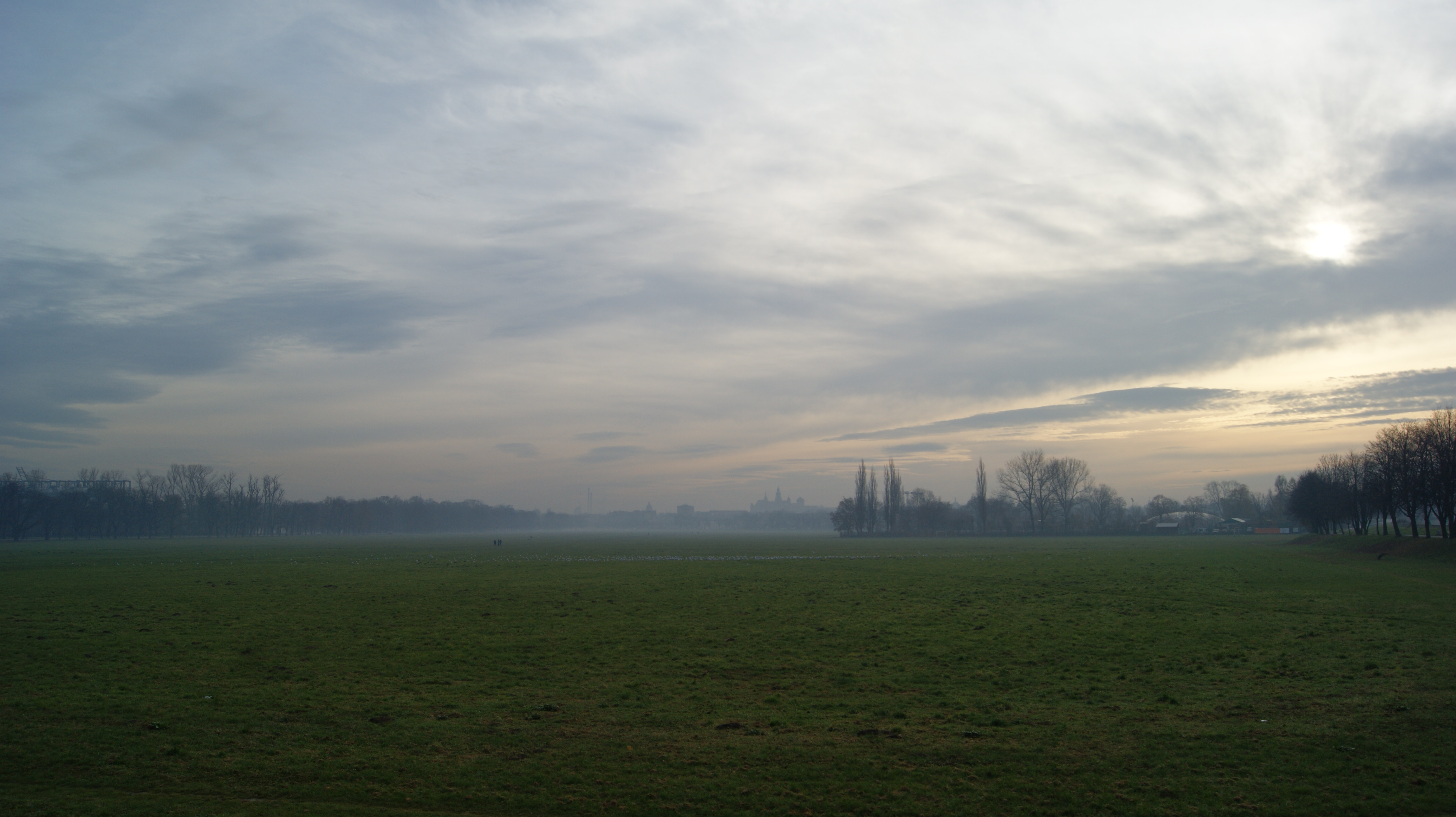
Вид із заходу

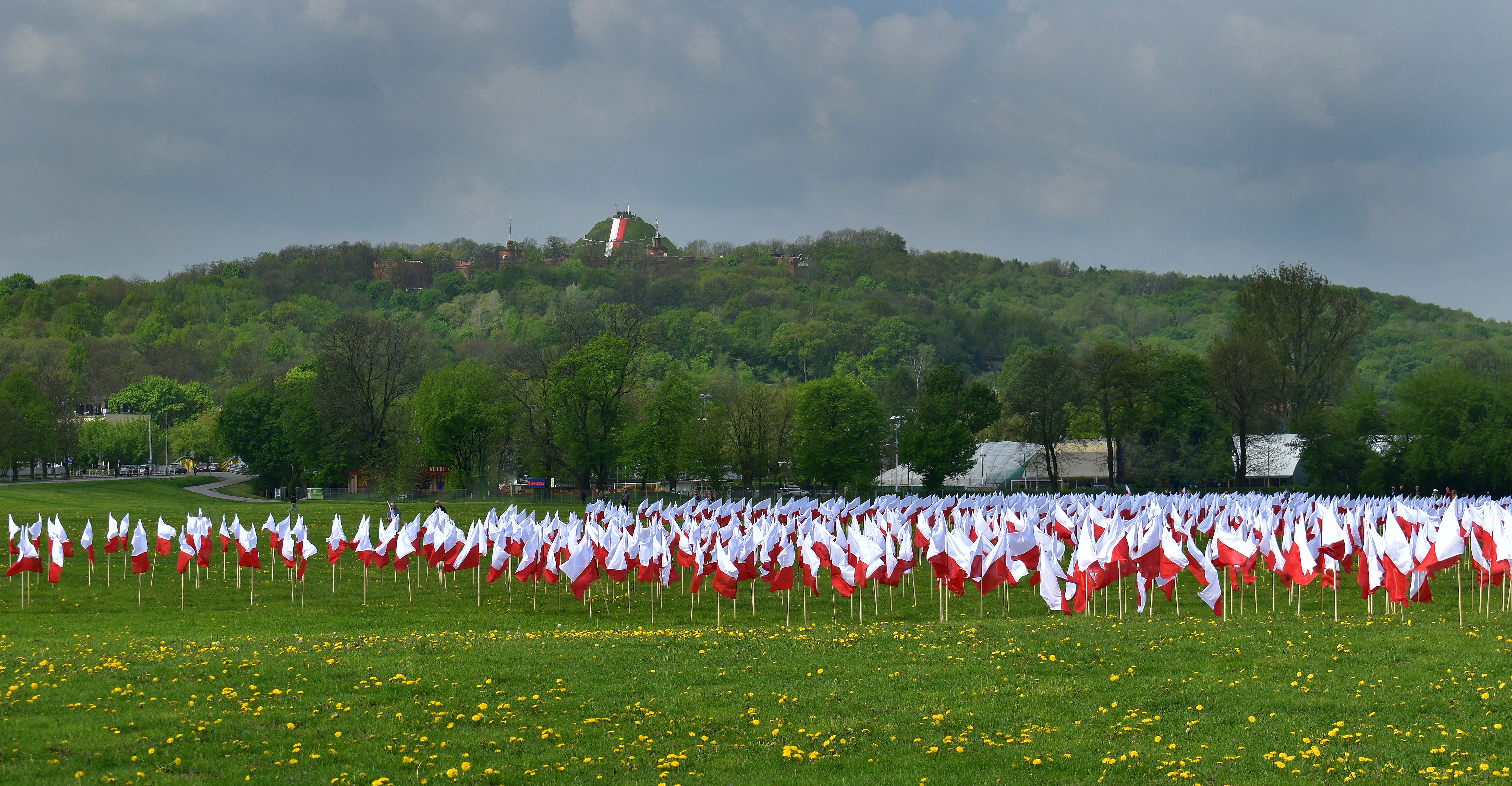
День прапора Республіки Польща, 2 травня 2019 року.

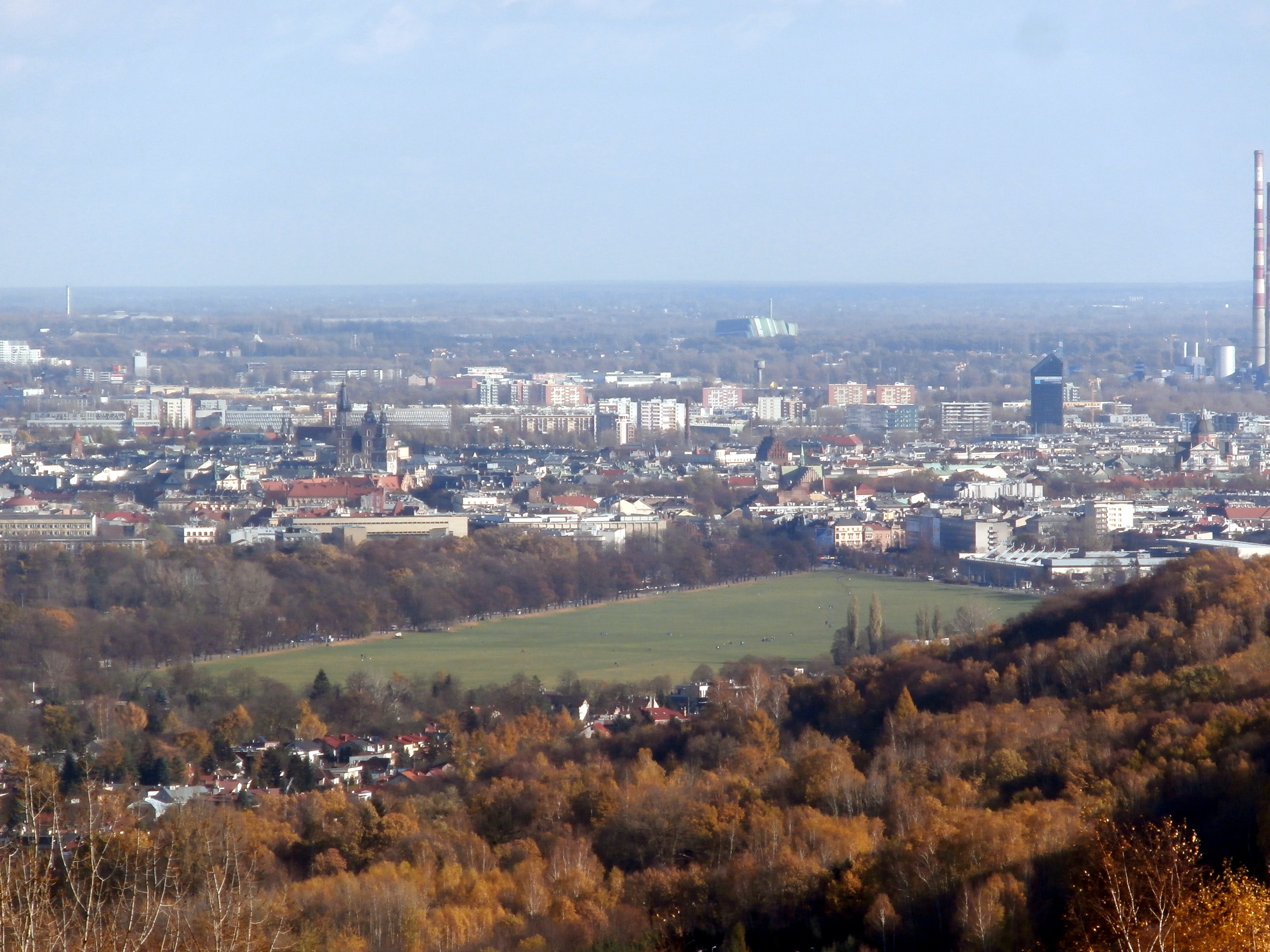
Вид на Блоню Краківську та Бленкітек з кургану Пілсудського

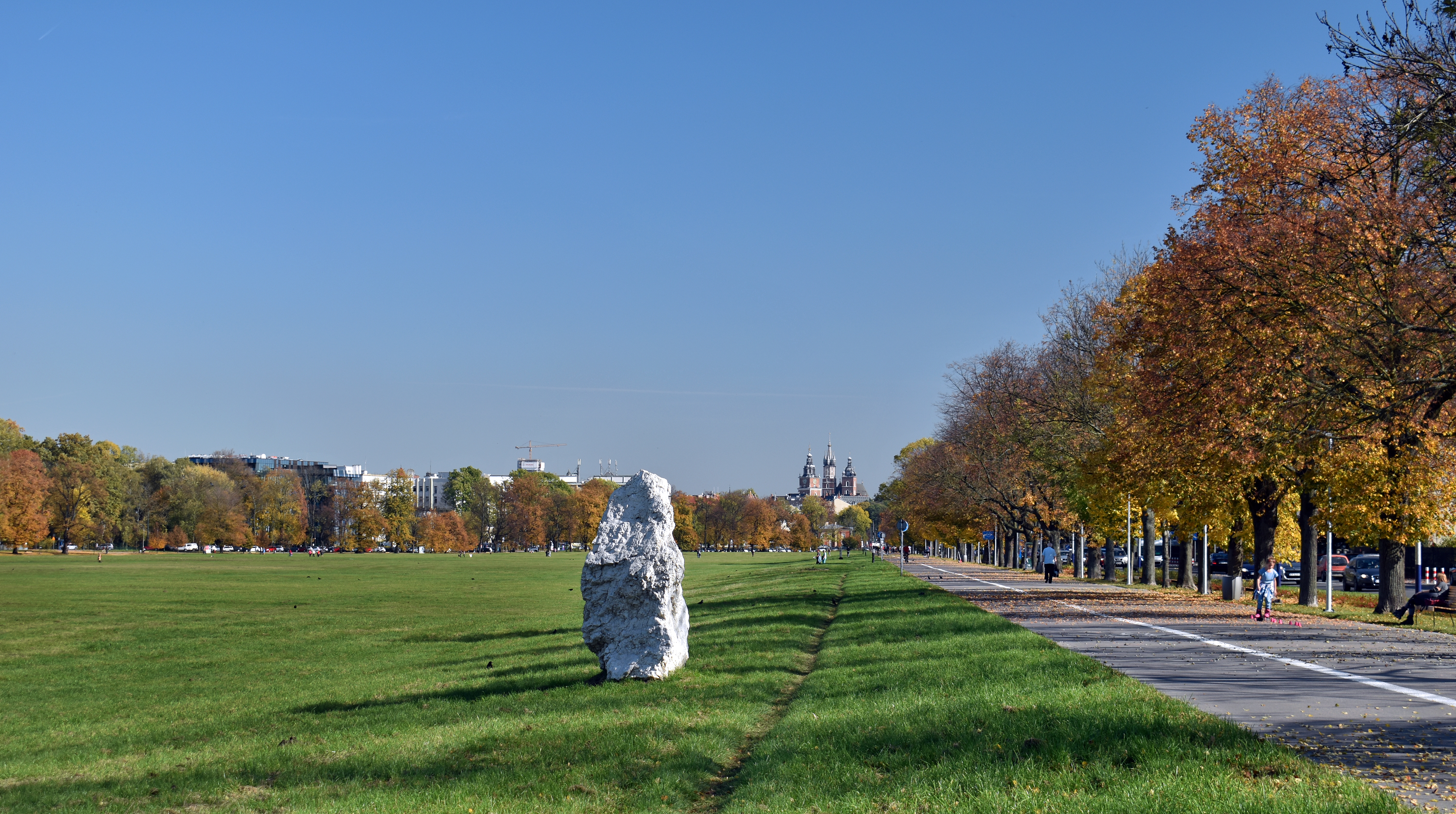
Вид з околиці Блоні на вежу ратуші та костел Св. Марії

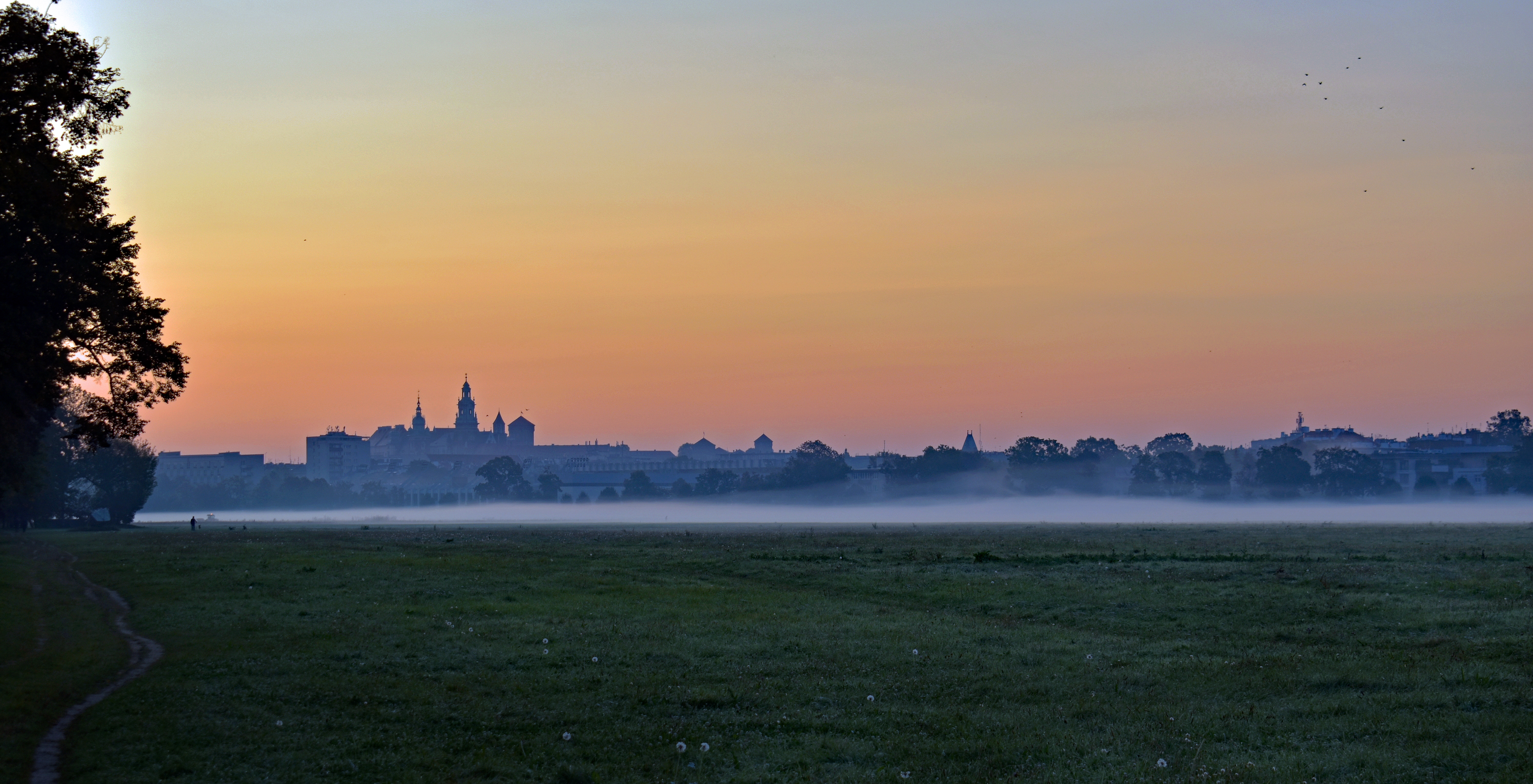
Ранок на Блоні

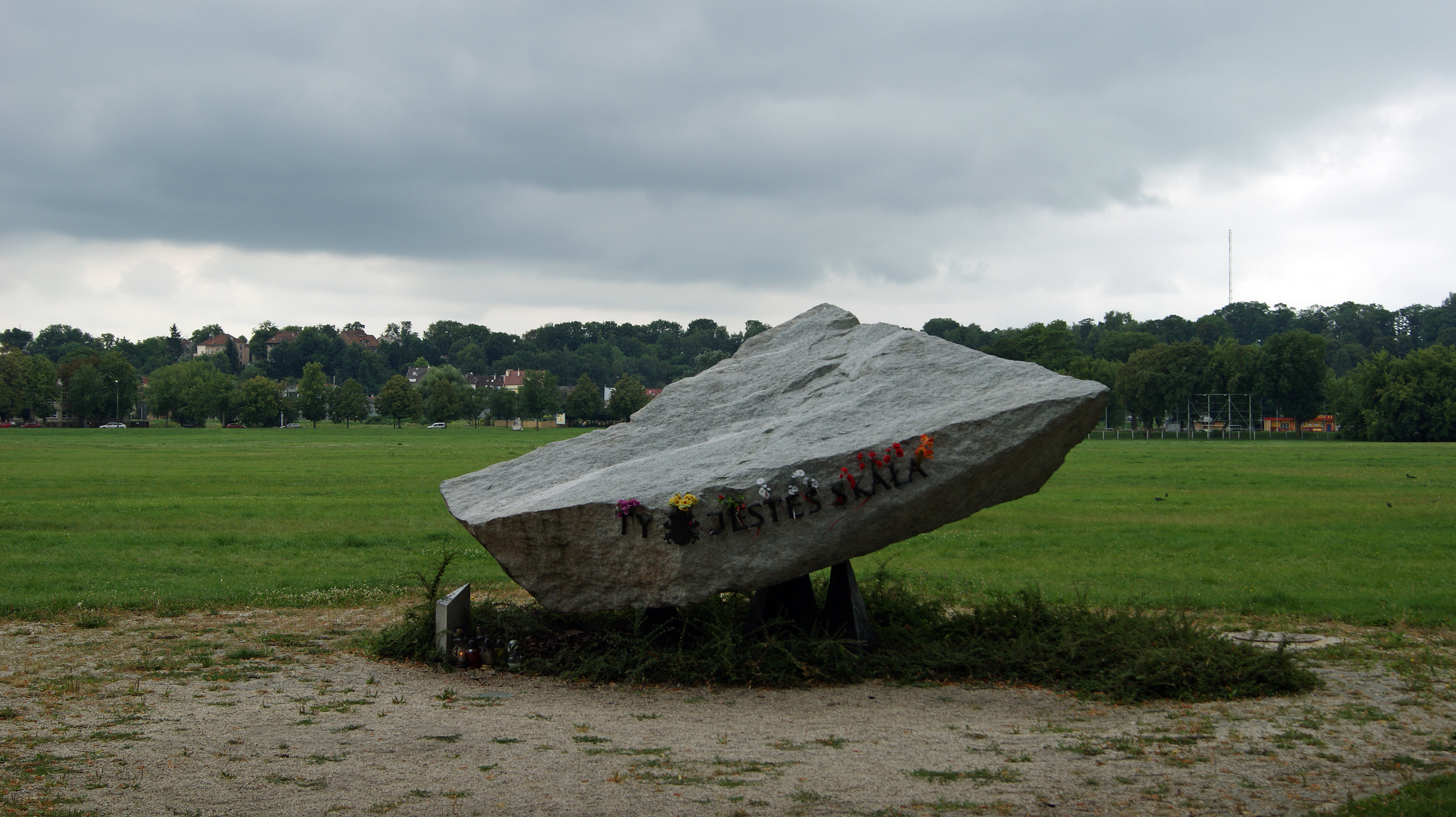
Валун Івана Павла II

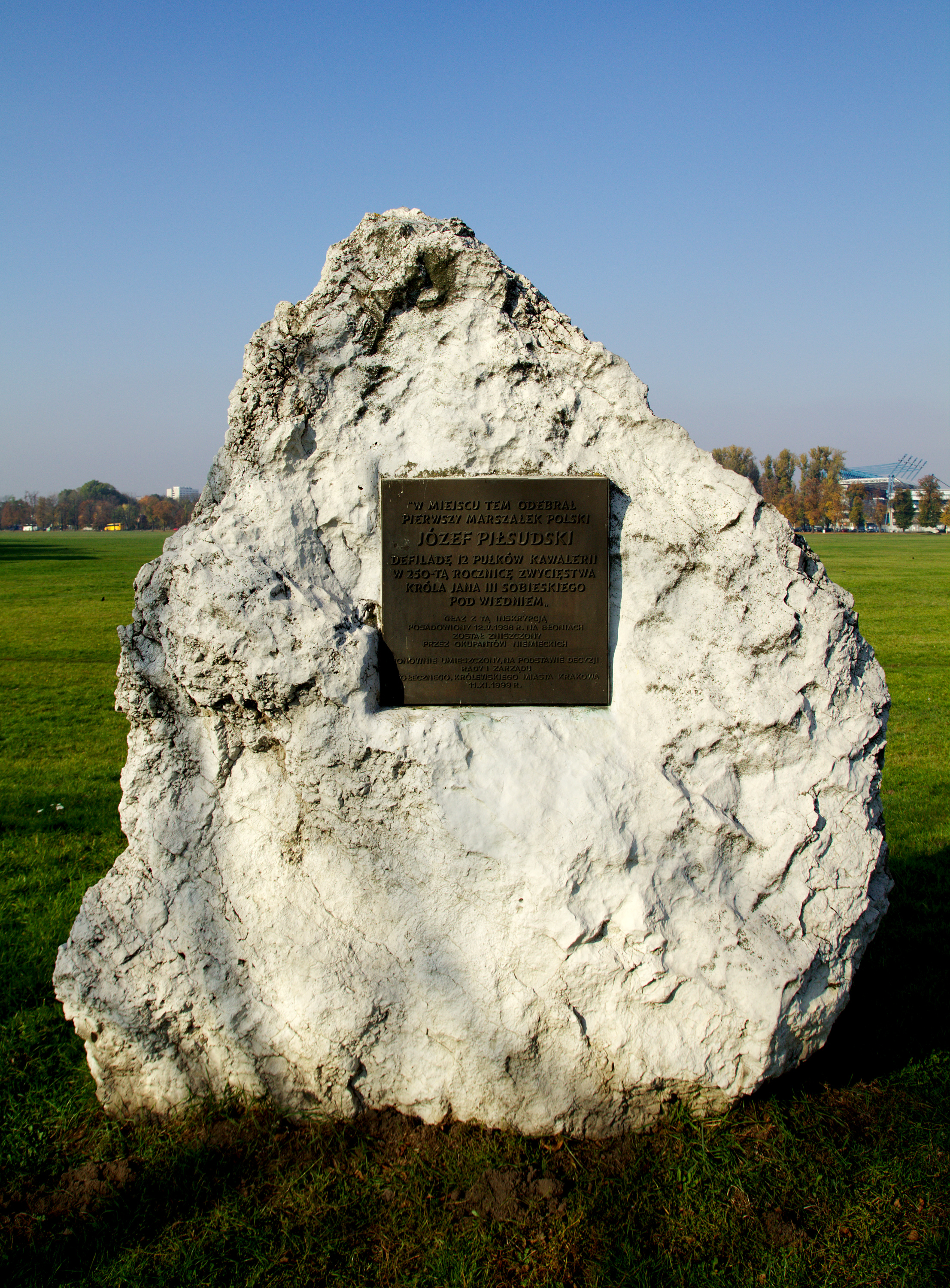
Валун Юзефа Пілсудського

Історія Блонь сягає 1162 року . У той час, Jaksa з Miechów, багатий дворянин, згодом засновник ордена Гробу Господнього, подарував норбертінскому монастирю луки між Звєжинець і Лобзов. Намір жертводавця полягав у тому, щоб отримати благословення перед тим, як відправитися в паломництво до Святої Землі.
У 1254 р. єпископ Ян Прандота привітав посольство з Ассізі до Блоні, вручивши канонізаційну буллу Станіслава Щепанівського.
Понад сто років по тому, у 1366 році, сестри Норбертинки, уклавши угоду з магістратом, обміняли землю на кам'яницю на вулиці Флоріанській (так звана кам'яниця Клімека з Боджанова). Операція не була успішною, невдовзі майно згоріло. Багаторічні процеси, в яких були залучені королі та папи, не змінили рішень.
До дев'ятнадцятого століття Блоні була занедбаною територією, а Рудава, що протікає через неї, щовесни виливаючись, перетворювала її на болото, на якому під час епідемії холери залишали вмираючого. Розливи річки Рудави в районі Блонь тоді називалися Нетечою (пол. Nieciecza) через відсутність у цьому місці течії.
Після того, як болота були осушені, Блонь була ідеальною для організації великих зібрань. Можна було б успішно провести численні урочистості, для того в 1908 році в Блоні було створено променад і зробили водопропускні труби для стоку води з Блоні до Рудави .
У 1906 році в Блоні були засновані перші краківські спортивні клуби: Краковія, а пізніше Вісла. У 1911 р. за ініціативою о. Мечиславом Кузновичем на Блоні був створений спортивний парк Juvenia.
Під час нацистської окупації німці хотіли забудовувати Блоню. На їхньому місці мав бути зведений комплекс представницьких державних будівель, а на задньому плані — поставстрійський форт на Кургані Костюшка. Сам курган планували зрівняти із землею.
Історія Блоні — це також бурхлива історія випасу худоби в місті. У 1834 році Сенат Вільного міста Кракова врегулював проблему випасу корів на Плантах, повністю заборонивши його. Відтоді Блонь залишалася єдиним легальним пасовищем у Кракові. Привілей пастися на Блоні селам поблизу Кракова надала королева Ядвіга, і магістрат не намагався його скасувати. До 1885 р. було дозволено випасати 150 голів худоби для норбертинського монастиря, села Звежинец — 353 голи та ґміни Полузьке Звежинецьке — 79 голів. Потім було проведено ще один поділ. Сестрам Норбертинкам було надано 14 моргів для випасу худоби, 38 моргів для Звежинця та 7 моргів для Półwsi Zwierzyniecki .
Під час Другої Польської Республіки архітектори Юзеф Галензовський та Адольф Шишко-Богуш створили ідею району, що оточує Блоню.
Колись у Кракові, на північ від Пендзіхова, була ще одна Блонь. Є також Краківські луки Могільські в східній частині міста, у колишньому селі Могила.
У східній частині міста у районі Нова Гута є Луки Новогуцькі.

## Події на Блоні
У 1809 році, коли Краків був включений в герцогство Варшавське, Краківські луки були місцем військового параду з нагоди іменін Наполеона. Зачинателями та організаторами були князь Юзеф Понятовський та полководець Ян Генрик Домбровський.
У 1849 р. цар Микола I на Блоні оглянув війська перед походом на Угорщину для придушення повстання.
Перший літак у Кракові вилетів з Блоні в 1910 році. За управлінням аероплана компанії Bleriot сидів пілот відомий австрійський інж. Ієронім.
У період з 16 по 20 травня 1910 року в Блоні був організований спостережний пункт, з якого натовпи краківців спостерігали за кометою Галлея.
Наступного дня після святкування Грюнвальда, 16 липня 1910 року, у Блоні відбулися виступи 4- тисячного загону соколиного полювання (Grunwald Rally) на спеціально побудованому стадіоні, розташованому безпосередньо над входом до парку Йордан . За проектом друга Сокола Пероша цей об'єкт був першим спортивним стадіоном у місті. Побудований з дерева, у вигляді прямокутника розмірами 218 × 180 м, він міг вмістити понад 20 тис. глядачів, з них 10 тис міг сісти. Площа поля мала 15 тис м². У наступні роки стадіон використовувався для проведення різноманітних масових заходів та спортивних ігор. У 1912 році там, наприклад, проходили покази міської пожежної команди. Перші футбольні матчі були зіграні в Блоні і саме там «Краковія» та «Вісла» переживали свої тріумфи та поразки. 18 і 19 жовтня 1913 року, у сотню річницю смерті князя Юзефа Понятовського, у Блоні відбувся огляд уже озброєних — перед лицем неминучої війни — соколівських військ .
Блоня була свідком святкування річниць важливих подій в історії польського народу. У 1910 р. у розділеній розділами Польщі відзначали 500-річчя перемоги під Грюнвальдом ; у 1933 році Юзеф Пілсудський отримав парад на честь перемоги Яна III Собеського у Відні. Нині на місці, де стояла трибуна, з якої він приймав парад, стоїть валун з пам'ятною дошкою.
У 2010 році в Блоні Краківському відбувся Ювілейний мітинг сторіччя польського скаутингу. У 2016 році в Блоні відбувся 31 Всесвітній день молоді.

### Меси під час папських паломництв

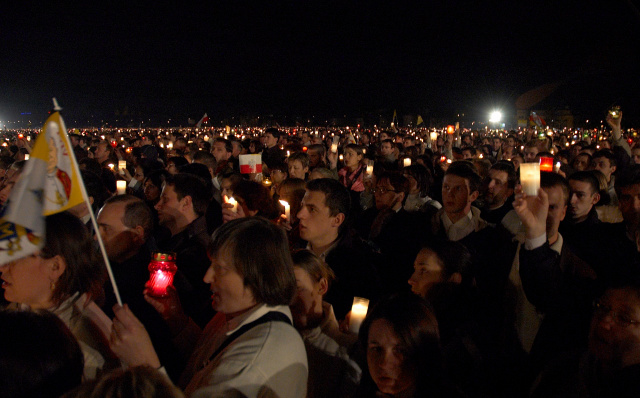
Блоня під час чування вірних у намірі покійного Папи

Під час паломництва Пап Івана Павла ІІ (1979, 1983, 1997 та 2002) та Бенедикта XVI (2006) Блоні в Кракові була місцем меси, які відвідали кілька сотень тисяч віруючих (найбільше — близько 2,5 мільйонів віруючих — під час паломництва у 2002 році). Вівтарі були розміщені з боку вулиці Мая, 3, на рівні вулиці Реймана. Завдяки цьому вівтар було добре видно з усіх місць Блоні. На місці, де були споруджені вівтарі, на згадку про ці події поклали пам'ятний камінь. Після смерті Івана Павла ІІ у Блоні відбулися зустрічі вірних та служби для Папи.
З невеликого вертолітного майданчика (біля кінцевої трамвайної зупинки в Тихому Куті) Іван Павло ІІ вирушив до інших міст під час деяких паломниць.

### Масова культура
Протягом кількох років на Блоні відбувалися концерти, організовані радіо RMF FM під гаслом "Вторгнення влади".
24 червня 1994 року на Блоні відбувся музичний спектакль «Папушські арфи» на музику Яна Канті Павлушкевича.
28 червня 2008 року на Блоні відбувся концерт Селін Діон в рамках туру Taking Chances Tour.
7 травня 2010 року на Блоні під час Краківського фестивалю Juwenalia було організовано Lech Maj Party, зіркою якого був британський музичний гурт Apollo 440. Також грали: Paweł Kukiz i Piersi, Dżem, Enej та Syndrom Kreta . Вів захід Кшиштоф Скиба.
З 6 червня по 1 липня 2012 року під час Чемпіонату Європи з футболу на Блоні була створена «фан-зона», де, серед інших, був встановлений великий екран . Гаслом зони було багатокультурність, завдяки якій організовано атракціони, пов'язані з країнами, пов'язаними з чемпіонатом: кухні різних країн, тематичні конкурси, ігрові майданчики для дітей.